# Головне автобронетанкове управління Міністерства оборони
Головне автобронетанкове управління Міністерства оборони Російської Федерації (ГАБТУ Міноборони Росії) - структурне формування (орган військового управління) Міністерства оборони Російської Федерації (Міноборони Росії).
Підпорядкування начальнику тилу Збройних сил — заступнику міністра оборони Росії.
Головне автобронетанкове управління є основним замовником і постачальником бронетанкової техніки (БТТ) у війська.

## Історія

### Бронетанкове управління
3 листопада 1929 року було створено Управління по механізації і моторизації РСЧА, на базі автомобільного відділу Військово-технічного управління РСЧА, відділу механічної тяги Артилерійського управління РСЧА і Інспекції броньових сил. Начальник управління був одночасно начальником механізованих військ РСЧА і підкорявся безпосередньо наркому з військових і морських справ СРСР.На Управління, покладалося керівництво формуванням, мобілізацією, бойовою та технічною підготовкою, навчанням і службою механізованих військ РСЧА, а також всіма питаннями моторизації частин і транспорту РСЧА, їх спеціальним постачанням і спеціальною підготовкою їх особового складу.
Склад Управління:
- Навчально-стройове управління:
Відділ бойової підготовки
Організаційно-мобілізаційний відділ
- Технічне управління:
Танко-тракторний відділ
Відділ автобронемашін
Відділ бронепоїздів і бронедрезини
Відділ складів і майстерень
- Фінансова частина
- Науково-технічний комітет:
Секція танків і САУ
Секція броньових і транспортних автомашин і мотоциклів
Секція бронепоїздів і бронедрезини
Секція тракторів і причепів
Секція бойового застосування і спеціальних служб
Секція організації виробництва і ремонту

22 листопада 1934 року було перейменовано в Автобронетанкове управління.
26 червня 1940 року — Реорганізовано в Головне автобронетанкове управління Червоної Армії МО СРСР
Склад:
- Управління бойової підготовки автобронетанкових військ
- Бронетанкове управління
- Автотракторне управління
- Управління експлуатації та ремонту автобронетанкового і тракторного парку
- Мобілізаційно-плановий відділ
- Відділ кадрів
- Фінансовий відділ
- Загальна і секретна частина

7 грудня 1942 року Головне автобронетанкове управління Червоної Армії було реорганізовано в два головних управління:
- Головне управління формування та бойової підготовки бронетанкових і механізованих військ Червоної Армії
- Головне бронетанкове управління Червоної Армії

7 грудня 1942 року створено Головне автомобільне управління Червоної Армії (ГАУ ЧА).
Завдання, пов'язані з організацією постачання, експлуатацією, ремонтом автомашин і підготовкою автомобільних кадрів Червоної Армії були виділені з Головного автобронетанкового управління Червоної Армії і передані Головному автомобільному управлінню.
Завдання, пов'язані з організацією постачання, експлуатацією, ремонтом тракторів і підготовкою кадрів для них, булиі виділені з Головного автобронетанкового управління Червоної Армії і передані Головному управлінню командуючого артилерією Червоної Армії і Головному артилерійському управлінню Червоної Армії.
У 1953 році було перетворено в Управління начальника бронетанкових військ.
У листопаді 1960 року Управління начальника бронетанкових військ було реорганізовано в Управління начальника танкових військ.
У середині 1980 року було перетворено у Головне бронетанкове управління.

### Автотракторне управління
У січні 1943 року було сформовано Головне автомобільне управління (ГАУ) Червоної Армії.
У січні 1946 року Головне автомобільне управління Червоної Армії було перетворено в Автомобільне управління Збройних Сил СРСР.
У 1949 році на базі Автомобільного управління ЗС і Тракторного управління ГАУ ЗС було сформовано Головне автотракторне управління (ГАВТУ).
У 1953 році Головне автотракторне управління було перетворено в Автотракторне управління (АВТУ) МО СРСР.
У 1961 році Автотракторне управління МО СРСР було перетворено в Центральне автотракторне управління (ЦАВТУ) МО СРСР.
У грудні 1982 року Центральне автотракторне управління МО СРСР було перейменовано в Головне автомобільне управління (ГЛАВТУ) МО СРСР.

### Головне автобронетанкове управління
У грудні 1994 року ГБТУ МО і ГЛАВТУ МО були переформовані в Головне автобронетанкове управління МО РФ (ГАБТУ).

## Начальники

### Начальники Головного автобронетанкового управління РСЧА
- 13 листопада 1929 року — 9 квітня 1936 року командарм 2-го рангу Халепський, Інокентій Андрійович
- 9 квітня 1936 року — 5 червня 1937 року комдив Бокіс, Густав Густавович
- 28 червня 1937 року — червень 1940 року комкор Павлов, Дмитр Григорович
- 7 червня 1940 року — грудень 1942 року генерал-лейтенант Федоренко, Яків Миколайович

Головне автомобільне управління (ГАУ) було сформовано на виконання Постанови ДКО від 24 листопада 1942 року № М2537 наказом НКО від 15 січня 1943 року в складі штабу, управління постачання і резерву машин, ремонтного управління і відділів: технічного, кадрів і фінансового.
Начальником Головного автомобільного управління ЧА був призначений генерал-майор (пізніше генерал-полковник) Белокосков Василь Євлампійович (січень 1943 — жовтень 1943).
Далі з жовтня 1943 по 1946 ГАУ ЧА очолював генерал-лейтенант Тягунов Іван Петрович
У січні 1946 року Головне автомобільне управління Червоної Армії (ГАУ ЧА) перетворено в Автомобільне управління Збройних Сил СРСР з підпорядкуванням начальнику тилу ЗС.
З травня 1947 року по жовтень 1949 генерал-лейтенант Сосенков Олександр Андрійович.
У 1949 році на базі Автомобільного управління ЗС і Тракторного управління Головного артилерійського управління формується Головне автотракторне управління (ГАВТУ) Збройних Сил, підпорядковане заступнику міністра оборони. Таким чином, відбулося об'єднання автомобільної і тракторної служб в єдину автотракторну службу.
ГАВТУ з жовтня 1949 року по січень 1951 року керував генерал-полковник Сусайков Іван Захарович.
З січня 1951 по травень 1 952 ГАВТУ командував генерал-майор Дацюк Олександр Йосипович.
Його змінив генерал-полковник Коровников Іван Терентійович, якому довелося протягом одинадцяти років (з травня 1952 і до серпня 1963), залишаючись начальником Главку, здійснювати реорганізацію автотракторної служби в Збройних Силах країни.
У 1953 році Головне автотракторне управління (ГАВТУ) було перетворено в Автотракторне управління (АВТУ) МО СРСР.
У 1961 році Автотракторне управління (АВТУ) МО СРСР реформувалось в Центральне автотракторне управління (ЦАВТУ) МО СРСР.
Генерал-полковник Коровников Іван Терентійович був начальником і АВТО, і ЦАВТУ (з 1961 по серпень 1963)
Аж до 1963 року Головне автомобільне управління підпорядковувалося і начальнику тилу, і міністру Збройних Сил, і Головнокомандувачу сухопутними військами, а з 1963 року — тільки міністру оборони.
З серпня 1963 по вересень 1970 ЦАВТУ очолював генерал-полковник Бурдейний Олексій Степанович.
З вересня 1970 по 1982 ЦАВТУ МО командував генерал-полковник технічних військ Смирнов Олександр Тимофійович, якого змінив генерал-полковник Балабай Іван Васильович.
У грудні 1982 року Центральне автотракторне управління (ЦАВТУ) МО СРСР було перейменовано в Головне автомобільне управління (ГЛАВТУ) МО СРСР.
Начальником нового управління став генерал-полковник Балабай, Іван Васильович і керував ним з 1982 до вересня 1989 рр.
У вересні 1989 начальником ГЛАВТУ став генерал-полковник Попов Василь Федорович і займав цю посаду до вересня 1991 р.
З 1991 по 1995 рр. головну автомобільну службу МО РФ очолював генерал-полковник Зазулін Микола Опанасович
У грудні 1994 — січні 1995 рр. під керівництвом начальника ГЛАВТУ МО генерал-полковника Зазуліна Миколи Опанасовича і начальника ГБТУ МО генерал-полковника Галкіна Олександра Олександровича відбулося об'єднання двох главків — ГЛАВТУ і ГБТУ — в один главк — Головне автобронетанкове управління (ГАБТУ) МО РФ, яке проіснувало фактично до наших днів.
Начальником ГАБТУ був призначений генерал-полковник Галкін Олександр Олександрович.
20 листопада 1996 його замінив генерал-полковник Маєв Сергій Олександрович, який поєднував дві посади, будучи начальником експлуатації озброєння і військової техніки ЗС РФ — начальником ГАБТУ МО РФ (до 2004 року)
З 2004 по листопад 2007 — генерал-полковник Полонський Владислав Олександрович.
З 2007 по липень 2009 — генерал-лейтенант Єршов Микола Пилипович.
З липня 2009 — генерал-лейтенант Шевченко Олександр Олександрович.
ГАБТУ є основним замовником і постачальником автомобільної (АТ) і бронетанкової (БТТ) техніки у війська.